# Charango
Il charango è uno strumento musicale andino a corde, probabilmente discendente dalla vihuela de mano introdotta dagli spagnoli nelle zone della colonia.
La sua origine è da rintracciare nei tentativi di imitazione che le popolazioni native facevano degli strumenti a pizzico degli spagnoli. Fra i vari materiali utilizzati per la costruzione della cassa armonica potevano essere impiegati anche elementi animali. Il più famoso, usato ancora oggi in alcuni casi, è la corazza del quirquincho, ma viene usato anche il tatu o il petto osseo del condor. In alcuni casi è stato osservato l'uso di gusci di grandi gasteropodi. Le ricerche circa la sua origine sono rese difficili dalla diffusione eterogenea che questo strumento ha conosciuto sull'altopiano andino. Sembra abbia avuto origine a Potosí, in Bolivia, Villa Imperial all'epoca ricchissima, dove fiorì ogni genere di arte a seguito del ritrovamento di miniere d'argento. Può essere definito quale strumento musicale frutto del mestizaje, cioè dell'unione tra la cultura europea e quella degli indios.
Il suo bacino di utilizzazione è esteso ai paesi andini del Sudamerica (Bolivia, Perù, Cile, Ecuador e Argentina). Osservando le numerose varianti esistenti dello strumento ci si rende conto come la sua diffusione nell'arco andino sia capillare ma soggetta a variazioni notevoli. La più evidente è quella che intercorre fra charango boliviano e charango peruviano: il primo è ricavato da un unico legno, in cui il liutaio lavora per escavazione. Il secondo è costruito per laminatura a fasce, esattamente come per la chitarra classica. 

Accordatura del Charango in temple natural, l'accordatura più diffusa, dalla quinta alla prima corda

La forma dello strumento è quella di una piccola chitarra, a tastiera non libera e con cinque corde doppie da suonarsi a pizzico (tecnica punteada) o eseguendo ritmiche con accordi (tecnica rasgueada); la cassa armonica, originariamente costituita dalla citata corazza, è ora realizzata prevalentemente in legno, essendo l'armadillo tutelato perché in pericolo di estinzione. Originariamente le corde erano di budello, sostituito ora dal nylon che offre maggiori garanzie di precisione nel calibro; nelle aree rurali, in particolare boliviane, è frequente l'utilizzo di charangos che montano corde metalliche che conferiscono allo strumento una sonorità molto caratteristica. A seconda dell'area, questi strumenti prendono nomi diversi: ch'aqwaku, chillador, walaycho, guitarrilla, mediana, ecc.
Le accordature per il charango, chiamate temple, esistono in centinaia di varianti, spesso legate a contesti comunitari e identitari specifici. Nella stragrande maggioranza dei casi si tratta di accordature rientranti. Ciò significa che le corde non sono ordinate per nota dalla più grave alla più acuta. Nell'accordatura standard, chiamato temple natural, la corda centrale è ottavata. Sono questi accorgimenti che conferiscono allo strumento un suono particolarmente cristallino e ricco e ne aumentano la sonorità.